# Sainte-Croix, Ain

Sainte-Croix este o comună în departamentul Ain din estul Franței.